# 外国語副作用
外国語副作用（がいこくごふくさよう, Foreign language side effect）は、第二言語を習得中の人間がその言語を用いているとき、処理資源(processing resource)をその第二言語の処理にとられるため、知的レベルが全般的に低下する心理現象をさす。
この現象は、外国語使用時に母語での会話時よりも知的能力全般が低く評価されてしまうことの原因となるため、外国語話者にとって切実な問題であると考える者もいる。
外国語副作用に対して以前は、言語表現力の優劣が知的レベルに反映されているのではないかという批判があった。しかし、例えば計算課題などの言語表現力を伴わない種類の課題においても同様の知的低下が確認された(Takano & Noda, 1995)ことから、現在ではこの批判は疑問視されている。

## 外国語副作用の生じるメカニズム
外国語副作用の生じる仕組みは、処理資源における数々の理論に基づいて説明されている。人間の言語処理の多くはほぼ自動的に行われているため、文章作成などの複雑な作業を除けば、言語処理システムが処理資源に干渉することはほとんどない。しかし第二言語では、母語ほど処理が自動化されておらず、言語運用のために処理資源を消費する。これによって人が使用できる処理資源が減少するために、複雑な作業を行えず、本人にも周囲にも知的レベルが低下したように感じられる(処理の自動化・熟達化についてはSchneider & Shiffrin(1977)などを参照)。

## 外国語副作用が生じたと示唆される例
Takano & Noda (1995)は、処理資源の消費量をみるうえで一般的な二重課題法を用いた。これは、干渉課題と主課題を同時に行わせ、干渉課題によって主課題の成績がどのように変化するかを検討するものである。この実験から、干渉課題が外国語であったとき、干渉課題が母語であったときにくらべ、主課題の言語課題成績、空間課題成績、計算課題成績すべてが低下したことがわかった。

## 研究エピソード
この現象自体は古くから多くの外国語話者に大変よく知られていたものである。これを心理学的に学問として立証したのは、自身もこの作用を経験した高野陽太郎である。高野は、英語による研究発表を聴いていた際に、いつもであれば次々に湧き出てくるはずの質問が全く出てこないという体験をした。なぜこんなことが起こるのかを検討しているうちに、外国語副作用という考えに至った。

## 引用文献
- Schneider, W., & Shiffrin, R. M. 1977 Controlled and automatic human information processing:Ⅰ. Detection, search and attention. Psychological Review, 84, 1-66.
- Shiffrin, R. M., & Schneider, W. 1977 Controlled and automatic human information processing:Ⅱ. Perceptual learning, automatic attending, and a general theory. Psychological Review, 84, 127-190.
- Takano, Y. & Noda, A. 1995 Interlanguage dissimilarity enhances the decline of thinking ability during foreign language processing. Language Learning, 45, 657-681.